# Abjuração
Abjuração é o repúdio solene, abandono ou renúncia por meio de juramento, frequentemente a renúncia à cidadania ou algum outro direito ou privilégio. O termo deriva do latim abjurare, "renunciar sob juramento".

## Abjuração do reino
Abjuração do reino foi um tipo de abjuração no direito inglês antigo. A pessoa que fazia o juramento jurava deixar o país direta e prontamente, nunca retornar ao reino exceto com permissão do soberano. Isso era frequentemente feito por fugitivos que haviam buscado santuário:
Citação: Juro pelo Livro Sagrado que deixarei o reino da Inglaterra e nunca retornarei sem a permissão expressa de meu Senhor o Rei ou seus herdeiros. Apressar-me-ei pela estrada direta ao porto que me for designado e não deixarei a estrada real do Rei sob pena de prisão ou execução. Não permanecerei em um lugar por mais de uma noite e buscarei diligentemente uma passagem através do mar assim que chegar, atrasando apenas uma maré se possível. Se não conseguir tal passagem, caminharei para dentro do mar até meus joelhos todos os dias como símbolo de meu desejo de atravessar. E se falhar em tudo isso, então o perigo será minha sorte.

## Comunidade Inglesa
Próximo ao início da Guerra Civil Inglesa, em 18 de agosto de 1643, o Parlamento aprovou "Uma Ordenança para Explicação de uma Ordenança anterior para Sequestro de Propriedades de Delinquentes com algumas Extensões." As extensões incluíam um juramento que se tornou conhecido como o "Juramento de Abjuração":
Citação: Eu...; Abjuro e renuncio à Supremacia e Autoridade do Papa sobre a Igreja Católica em Geral, e sobre mim mesmo em Particular; E acredito que não há Transubstanciação no Sacramento da Ceia do Senhor, ou nos Elementos do Pão e Vinho após a Consagração dos mesmos, por qualquer Pessoa que seja; E também acredito que não há Purgatório, Ou que a Hóstia consagrada, Crucifixos, ou Imagens, devam ser adorados, ou que qualquer adoração seja devida a qualquer um deles; E também acredito que a Salvação não pode ser Merecida por Obras, e todas as Doutrinas em afirmação dos referidos Pontos; Eu abjuro e renuncio, sem qualquer Equívoco, Reserva Mental, ou Evasão secreta qualquer que seja, tomando as palavras por mim faladas, de acordo com o significado comum e usual delas. Assim Deus me ajude.
Em 1656–7, foi reemitido em uma forma ainda mais objetável para os católicos. Todos deveriam ser "julgados papistas" que recusassem este juramento, e as penalidades consequentes começavam com o confisco de dois terços dos bens do recusante, e prosseguiam privando-o de quase todos os direitos cívicos.
A Enciclopédia Católica observa que o juramento e as penalidades eram tão severos que pararam os esforços do partido galicanizante entre os católicos ingleses, que estavam prontos para oferecer formas de submissão similares ao antigo juramento de Fidelidade, que foi condenado novamente nesta época pelo Papa Inocêncio X.

## Escócia

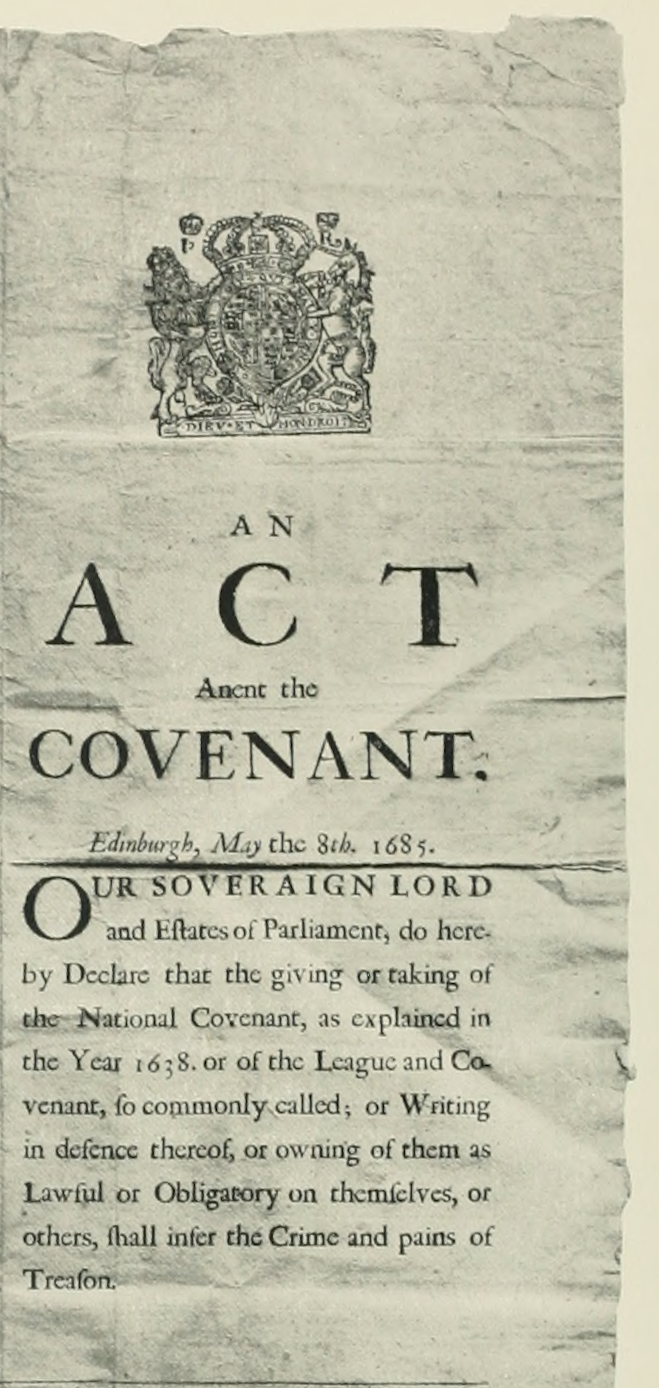
Edimburgo 8 de maio de 1685 Nosso Senhor Soberano e os Estados do Parlamento, aqui Declaram que o dar ou tomar do Pacto Nacional como explicado no Ano de 1638 ou da Liga e Pacto, assim comumente chamado, ou escrever em defesa do mesmo ou possuí-los como Legais ou Obrigatórios sobre si mesmos ou outros implicará o Crime e penas de Traição.

Durante The Killing Time da década de 1680, um Juramento de Abjuração podia ser imposto aos suspeitos onde lhes era dada a opção de abjurar ou renunciar às suas lealdades. Os termos do juramento foram deliberadamente projetados para ofender as consciências dos Presbiterianos Covenanters. Aqueles que não jurassem "se têm armas, ou não" poderiam ser "imediatamente mortos" por julgamento de campo "perante duas testemunhas" sob acusação de alta traição. John Brown foi incluído entre aqueles executados neste processo judicial por John Graham (Bluidy Clavers) em 1º de maio de 1685. As esposas e filhos de tais homens também podiam ser expulsos de suas casas se tivessem falado com o suspeito ou recusado o juramento eles mesmos.

## Grã-Bretanha e Irlanda
Na Inglaterra (e após 1707 Grã-Bretanha) o Juramento de Abjuração negava o título real dos herdeiros de Jaime II (isto é, o descendente católico direto da Casa de Stuart exilado após a Revolução Gloriosa em 1688). Na Inglaterra, um Juramento de Abjuração era feito pelos Membros do Parlamento, clero e leigos, prometendo apoiar o atual monarca britânico e repudiando o direito dos Stuarts e outros pretendentes ao trono. Este juramento foi imposto sob Guilherme III, Jorge I e Jorge III. Foi substituído pelo juramento de fidelidade. Na Irlanda, o juramento foi imposto aos ocupantes de cargos estatais, professores, advogados, e ao clero da igreja estabelecida a partir de 1703, no ano seguinte foi a todos os eleitores irlandeses e a partir de 1709 podia ser exigido de qualquer homem adulto por um magistrado.

## Abjuração de Bilino Polje
A abjuração de Bilino Polje, também conhecida como "Confessio Christianorum bosniensis", foi um ato de suposta abjuração de heresia pelo clero da Igreja Bósnia na presença do governante bósnio, Ban Kulin, e Giovanni da Casamari. Afirmou a primazia do papa e relacionou-se a erros de prática, decorrentes da ignorância, em vez de doutrinas heréticas. Foi assinada por sete priores bósnios, em 8 de abril de 1203 no campo de Bilino Polje, perto da atual cidade de Zenica, na Bósnia e Herzegovina. O mesmo documento foi levado a Buda, em 30 de abril por Giovanni da Casamari, Ban Kulin e dois abades, onde foi examinado por Emerico, Rei da Hungria, e o alto clero.

## Países Baixos
Outra abjuração famosa foi provocada pelo Plakkaat van Verlatinghe de 26 de julho de 1581, o formal Ato de Abjuração ou declaração de independência dos Países Baixos do rei espanhol, Filipe II. Este juramento foi o clímax da Guerra dos Oitenta Anos (Revolta Holandesa).